# Satz von Sard
Der Satz von Sard, auch als Lemma von Sard oder Satz von Morse–Sard bekannt, ist eine Grundlage der Differentialtopologie, und dort der Morse-Theorie, sowie der Transversalitätstheorie bis hin zur Klassifizierung der Keime differenzierbarer Abbildungen in der Singularitätentheorie bzw. der thomschen Katastrophentheorie.
Dieser Satz macht eine Aussage über das Maß der Menge der kritischen Werte einer differenzierbaren Abbildung zwischen zwei differenzierbaren Mannigfaltigkeiten. Dabei nennt man einen Wert genau dann kritisch, wenn er Bild eines kritischen Punktes ist. Für differenzierbare Mannigfaltigkeiten gibt es zwar im Allgemeinen keine sinnvolle Verallgemeinerung des Lebesgue-Maßes, der Begriff der Lebesgue-Nullmengen kann dennoch sinnvoll übertragen werden: Sei {\displaystyle M} eine {\displaystyle n}-dimensionale differenzierbare Mannigfaltigkeit und {\displaystyle C\subset M}, dann heißt {\displaystyle C} eine Lebesgue-Nullmengen, wenn für jede Karte {\displaystyle h\colon U\rightarrow V} mit {\displaystyle V\subset \mathbb {R} ^{n}} die Menge {\displaystyle h\left(C\cap U\right)} eine Lebesgue-Nullmenge in {\displaystyle \mathbb {R} ^{n}} ist.
Der Satz von Sard besagt, dass die kritischen Werte einer Abbildung {\displaystyle f\colon M\to N} zwischen zwei differenzierbaren Mannigfaltigkeiten Lebesgue-Nullmengen sind, falls die Abbildung aus {\displaystyle C^{r}(M,N)} ist, also {\displaystyle r}-mal stetig differenzierbar ist, für ein {\displaystyle r>\max(0,\dim(M)-\dim(N))}.
Spezialfälle davon sind:
- Ist {\displaystyle f\colon \mathbb {R} \to \mathbb {R} } eine differenzierbare Funktion, so hat die Menge {\displaystyle \{f(x)\mid f'(x)=0\}} der kritischen Werte Maß {\displaystyle 0}.
- Eine Untermannigfaltigkeit kleinerer Dimension hat stets Maß 0, beispielsweise der Graph einer differenzierbaren Funktion {\displaystyle \mathbb {R} \to \mathbb {R} } als Teilmenge von {\displaystyle \mathbb {R} ^{2}}.
- Eine differenzierbare Abbildung {\displaystyle f\colon M\to N} zwischen zwei Mannigfaltigkeiten kann für {\displaystyle \dim(M)<\dim(N)} nicht surjektiv sein.

Für Abbildungen vom {\displaystyle \mathbb {R} ^{m}} in den {\displaystyle \mathbb {R} ^{n}} wurde der Satz 1942 von Arthur Sard bewiesen, wodurch er den drei Jahre früher von Anthony Morse gezeigten Spezialfall {\displaystyle n=1} verallgemeinern konnte.